# Рахманов, Исаметдин
Исаметдин Рахманов — советский хозяйственный, государственный и политический деятель, Герой Социалистического Труда.

## Биография
Родился в 1925 году на территории современной Кашкадарьинской области. Член КПСС.
С 1941 года — на хозяйственной, общественной и политической работе. В 1941—1985 гг. — табельщик, бригадир, председатель сельсовета, бригадир колхоза имени Куйбышева Китабского района Кашкадарьинской области.
Указом Президиума Верховного Совета СССР от 8 апреля 1971 года присвоено звание Героя Социалистического Труда с вручением ордена Ленина и золотой медали «Серп и Молот».
Делегат XXIV съезда КПСС.
Жил в Кашкадарьинской области.

## Награды и звания
- Герой Социалистического Труда (08.04.1971).
- орден Ленина (08.04.1971)
- орден Октябрьской Революции (20.02.1978[1].)
- орден Трудового Красного Знамени (11.01.1957[2])
- орден Трудового Красного Знамени (01.03.1965[3].)